# Landesregierung Leopold Wagner IV
Die Landesregierung Leopold Wagner IV bildete die Kärntner Landesregierung in der 25. Gesetzgebungsperiode von der Angelobung der Regierung am 30. Oktober 1984 bis zum Rücktritt Wagners bzw. der Angelobung des neuen Landeshauptmanns Peter Ambrozy und der Regierung Ambrozy am 27. September 1988.
Bei der Landtagswahl 1984 war ein Landtagsmandat von der Österreichischen Volkspartei (ÖVP) an die Freiheitliche Partei Österreichs (FPÖ) gewechselt, die Verteilung der Regierungssitze war jedoch gleich geblieben. Die Sozialdemokratische Partei Österreichs (SPÖ) stellte weiterhin vier der sieben Regierungsmitglieder, die nach dem Proporzsystem vergeben wurden. Die SPÖ entsandte dabei neben dem Landeshauptmann auch den Ersten Landeshauptmann-Stellvertreter und zwei Landesräte in die Regierung. Die ÖVP stellte neben dem Zweiten Landeshauptmann-Stellvertreter einen Landesrat. Die FPÖ war mit einem Landesrat in die Regierung vertreten.
Die Landesregierung Wagner IV ging gegenüber der Vorgängerregierung Wagner III unverändert in die neue Regierungsperiode. Während der Amtszeit selbst kam es zu drei Veränderungen. Zunächst legte Stefan Knafl (ÖVP) sein Amt als Zweiter Landeshauptmann-Stellvertreter am 4. Juli 1986 zurück und wurde an diesem Tag von Harald Scheucher abgelöst. Zudem wechselte Jörg Haider (FPÖ) nach der erfolgreichen Nationalratswahl 1986 in den Nationalrat und übergab sein Amt am 18. Dezember 1986 an Jörg Freunschlag. Des Weiteren verzichtete Hans Schumi (ÖVP) am 30. Juni 1988 auf sein Mandat als Landesrat. Für ihn rückte Johann Ramsbacher am 1. Juli 1988 als Landesrat in die Regierung nach.
Prägend für die Spätphase der Landesregierung waren der sich entwickelnde Skandal um das Zellstoffwerk Magdalen, die zunehmende Herausforderung der SPÖ-Dominanz durch FPÖ-Chef Jörg Haider sowie das Attentat Franz Riesers auf LH Leopold Wagner 1987.

## Regierungsmitglieder
| Amt                                                     | Name              | Partei | Referate |
| ------------------------------------------------------- | ----------------- | ------ | -------- |
| Landeshauptmann                                         | Leopold Wagner    | SPÖ    |          |
| 1. Landeshauptmann-Stellvertreter                       | Erwin Frühbauer   | SPÖ    |          |
| 2. Landeshauptmann-Stellvertreter ab 4. Juli 1986       | Harald Scheucher  | ÖVP    |          |
| Landesrat                                               | Rudolf Gallob     | SPÖ    |          |
| Landesrat                                               | Max Rauscher      | SPÖ    |          |
| Landesrat ab 1. Juli 1988                               | Johann Ramsbacher | ÖVP    |          |
| Landesrat ab 18. Dezember 1986                          | Jörg Freunschlag  | FPÖ    |          |
| Vorzeitig ausgeschiedene Mitglieder der Landesregierung |                   |        |          |
| 2. Landeshauptmann-Stellvertreter bis 4. Juli 1986      | Stefan Knafl      | ÖVP    |          |
| Landesrat bis 30. Juni 1988                             | Hans Schumi       | ÖVP    |          |
| Landesrat bis 18. Dezember 1986                         | Jörg Haider       | FPÖ    |          |